# Jaera cyanea
Jaera cyanea är en fjärilsart som beskrevs av Butler 1867. Jaera cyanea ingår i släktet Jaera och familjen juvelvingar. Inga underarter finns listade i Catalogue of Life.